# Rugby Calvisano
Dernière mise à jour : 24 septembre 2022.
Le Rugby Calvisano est un club italien de rugby à XV basé à Calvisano. Il a longtemps évolué en première division du championnat d'Italie mais évolue désormais en Serie B (3e division) à la suite d'un forfait consécutif à des problèmes financiers.
Il évolue au Stadio San Michele.

## Histoire
Le club est créé en 1970 à l'initiative d'un groupe de trois amis à savoir Tonino Montanari, Gianluigi Vaccari et Alfredo Gavazzi (président de la fédération italienne de rugby de 2012 à 2021). Le club choisit comme couleurs les rayures horizontales noires et jaunes, car c'était le maillot le moins cher du catalogue.
En 1992 se constitue la Rugby Calvisano Sarl (Société à responsabilité limitée).
Lors de la saison 2004-2005, le club termine à la troisième place du championnat et se qualifie ainsi pour les demi-finales. En demi-finale, il affronte Viadana : il s'impose lors du match aller 16-9, puis fait match nul 13-13 ce qui lui permet ainsi de se qualifier pour la finale et par la même occasion pour la coupe d'Europe 2005-2006. Confronté au Benetton Trévise en finale, il s'impose 25-20 devant 9 465 spectateurs au Stadio Plebiscito de Padoue et remporte ainsi son premier championnat d'Italie.
Lors de la saison 2005-2006, le club termine une nouvelle fois troisième du championnat se qualifiant ainsi pour les demi-finales et le Challenge européen 2006-2007. Il s'impose lors de sa double confrontation avec Parma Overmach (34-16 à domicile puis 21-20 à Parme). En finale, le club est de nouveau confronter au Benetton Trévise. Devant 9 300 spectateurs au Stade Brianteo de Monza, Trévise prend sa revanche et s'impose 17-12.
En coupe d'Europe 2005-2006, Calvisano est placé dans la poule de l'USA Perpignan, Leeds Carnegie et les Cardiff Blues. Il termine dernier de la poule avec un bilan de 6 défaites en 6 matchs et 0 points au compteur. Lors de cette campagne, il subit une lourde défaite 45-0 sur la pelouse de Perpignan (le 22 janvier) lors de la dernière journée. Fait rare dans le rugby professionnel, le 14 janvier, Calvisano se voit infliger une défaite sur tapis vert (0-20 contre Leeds) des suites de plusieurs reports à cause du gel.
En 2006-2007, le club termine pour la 3e année consécutive à la troisième place. Qualifié pour les demi-finales, il s'impose 19-10 à domicile contre le Viadana mais s'incline 30-19 à l'extérieur et ne se qualifie donc pas pour la finale. Il se qualifie malgré tout pour le Challenge européen 2007-2008.
En coupe d'Europe 2006-2007, placé dans la poule du Stade français Paris, des Ospreys et de Sale Sharks, il termine une nouvelle fois dernier de sa poule avec 6 défaites en 6 matchs. Lors de cette campagne, Calvisano subit de lourdes défaites telles que face au Stade Français (10-45 à domicile, 1re journée et 47-6 à Paris) ou face aux Sharks de Sale (67-11, 2e journée).
Lors de la saison 2007-2008, Calvisano termine à la première place du classement. En demi-finale, il s'impose lors des deux rencontres contre Petrarca Padova (20-18 et 20-13). En finale, il affronte une nouvelle fois le Benetton Trévise et s'impose pour la deuxième fois, sur le score de 20-3 devant 11 976 spectateurs à Monza au Stade Brianteo. Il se qualifie pour la coupe d'Europe 2008-2009.
Lors du Challenge européen 2007-2008, Calvisano termine troisième de sa poule derrière le Castres olympique (1er) et Leeds Carnegie (2e) mais devant l'US Dax avec un bilan de 2 victoires pour 4 défaites et un total de 9 points.
Il récidive en 2008 contre Trévise (20-3). En 2009, le club connaît des soucis financiers et repart en Serie A2 (troisième division).
Dès la saison suivante le club est promu en Serie A1 (deuxième division). Cet exercice 2010-11 les voit remporter le titre national face au Firenze 1931. Après une absence de deux ans, Calvisano retrouve l'élite.
La saison 2011-12 les promus remportent la Coupe d'Italie ainsi que le troisième titre national de l'histoire du club.
De nouveaux titres suivent mais après la pandémie de coronavirus, et alors que Calvisano a atteint deux années de suite les demi-finales, le club déclare ne plus être en mesure de financer une équipe de première division et déclare forfait. L'équipe première est reléguée au niveau de l'équipe réserve : celle-ci jouait en troisième division mais a été promue sportivement en deuxième division pour la saison 2023-24.

## Palmarès
- Vainqueur du Championnat d'Italie en 2005, 2008, 2012, 2014, 2015, 2017 et 2019
- Vainqueur de la coupe d'Italie en 2004, 2012 et 2015
- Deuxième division : 2011

## Joueurs célèbres
- Giampiero de Carli
- Pablo Canavosio
- Martín Castrogiovanni
- Lorenzo Cittadini
- Leonardo Ghiraldini
- Paul Griffen
- Luke McLean
- Guglielmo Palazzani
- Salvatore Perugini
- Matteo Pratichetti
- Alessandro Zanni
- Renato Giammarioli
- Milton Ngauamo
- Florin Vlaicu
- Emiliano Mulieri